# Riama striata
Espèce
Synonymes
- Ecpleopus striatus Peters, 1863
- Proctoporus bogotensis Boulenger, 1919

Statut de conservation UICN

 LC  : Préoccupation mineure
Riama striata est une espèce de sauriens de la famille des Gymnophthalmidae.

## Répartition
Cette espèce est endémique de Colombie. Elle se rencontre entre 2 200 et 2 530 m d'altitude dans les départements de Santander, de Cundinamarca et de Boyacá.

## Publication originale
- Peters, 1863 "1862" : Über Cercosaura und die mit dieser Gattung verwandten Eidechsen aus Südamerika. Abhandlungen der Königlichen Akademie der Wissenschaften zu Berlin, vol. 1862, p. 165-225 (texte intégral).